# Frana del Valegion
La frana del Valegion è un fenomeno geologico che si sviluppa presso Preonzo, frazione del comune svizzero di Bellinzona (Canton Ticino).

## Storia

### Origini
A sud di Preonzo su un cono di deiezione è insediata un'area industriale. Il pendio sopra quest'ultima è noto per la sua instabilità come testimoniato già da vecchi documenti.
Su più testi del XVII secolo è sostenuta la presenza di un vecchio villaggio localizzabile da qualche parte tra la zona industriale e il centro sportivo, a nord dei toponimi Sgrussu e Mondirál.
Il 22 febbraio 1702 un grande franamento raggiunse il fondovalle e ipoteticamente travolse l'antico villaggio. Questo evento era stato preceduto da piccoli crolli premonitori notati dagli abitanti che dunque poterono mettersi in salvo.
Qualche anno prima, probabilmente nel 1697 il riale Valegión era fuoriuscito dal suo corso danneggiando "casamenti" e vigneti.
A causa dell'evento del 1702 la morfologia del pendio cambiò e questo sarà origine di un episodio disastroso nel 1725.
Il 15 agosto 1725 infatti una grossa colata detritica diretta verso nord-est investì almeno 10 edifici facendo 17 vittime.
Il 18 settembre 1747 un altro flusso alluvionale nato da crolli in testata al Valegión raggiunse il fondovalle proseguendo verso sud-est passando probabilmente per il riale Pián Perdásc danneggiando stalle, vigne e boschi facendo una vittima.
La frana venne inoltre notata dal viaggiatore zurighese Hans Rudolf Schinz durante il suo periodo di soggiorno in Ticino.
Nei secoli seguenti si assiste a una pausa. La vegetazione tornò a coprire i resti della frana e le attività alluvionali non si distinsero in modo particolare.
Il cono di deiezione di Mondirál venne disabitato e del vecchio insediamento non si ha più traccia.

### Dal 1960 al 1990
Fino al 1960 questo cono di deiezione era disabitato e sfruttato solo per scopi agricoli.
Con l'arrivo dell'autostrada A2 (inaugurata nel 1986) il Valegión venne incanalato verso nord e creata una prima piccola vasca di contenimento della capienza di 3 000 m³.
In questa occasione grazie a sondaggi si individuò la presenza di depositi di vecchi franamenti per uno spessore di circa 5 metri.
Dal 1960 iniziarono le prime attività industriali sul cono di deiezione. La superficie occupata passò da 3 ettari fino a circa 10 di fine secolo.

### Dal 1990 al 1999

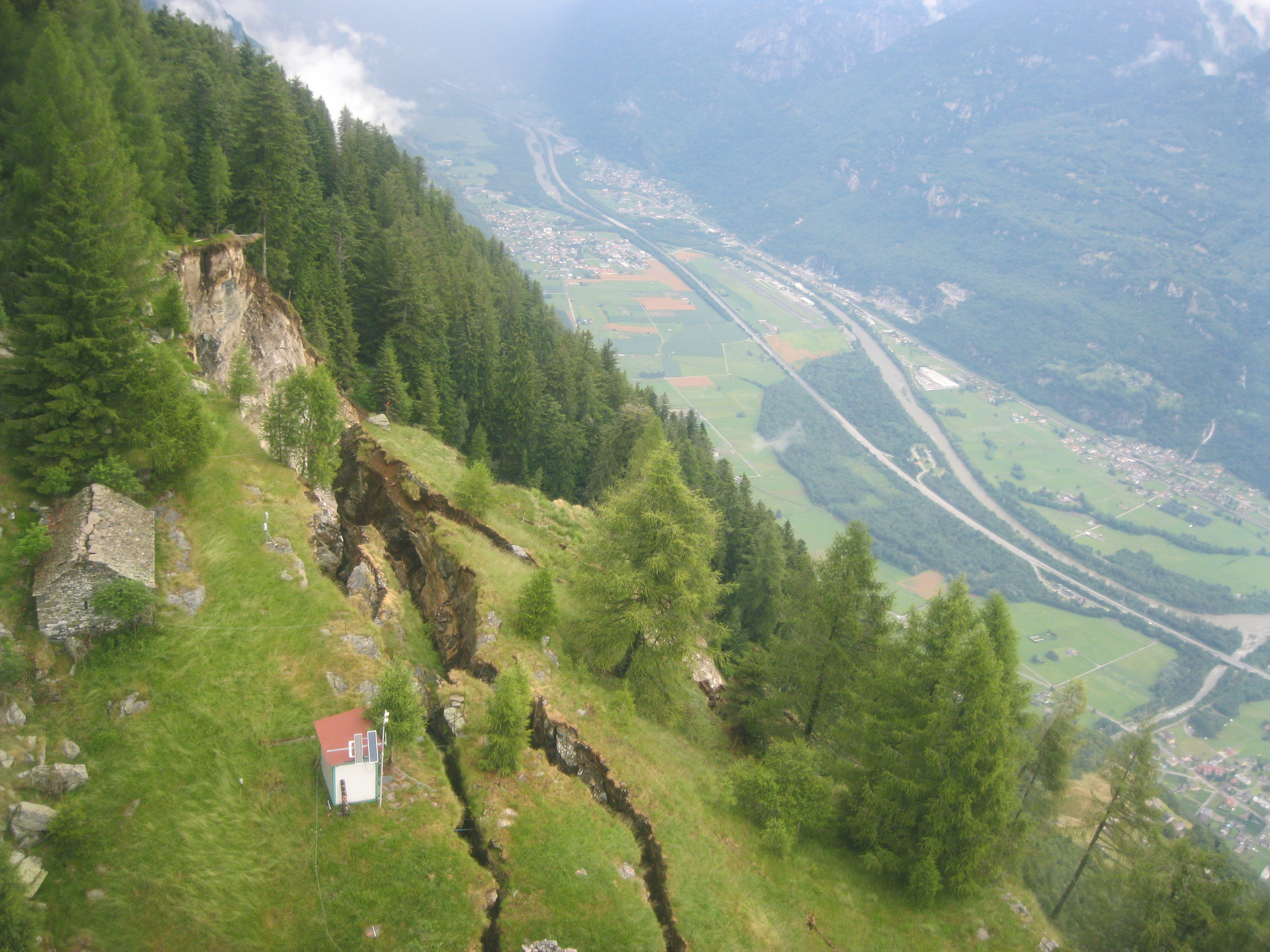
La fessura sull'Alpe di Ròscioro in continuo movimento dopo le vicende del 2012.

Sopra la zona industriale e sopra il Valegión, presso l'Alpe di Ròscioro (1.517 m s.l.m.) è stata notata nel 1990 una fessura aperta nel terreno lunga 120 m che spinge lentamente verso valle una massa di circa 700 000 m³.
Venne quindi installato un sistema di monitoraggio che accertò i movimenti di qualche millimetro nel 1992. 
Il sistema di monitoraggio rileva i comportamenti della frana in modo tale da permettere un'evacuazione della zona industriale in caso di pericolo.
Si scartò l'ipotesi di un pericoloso crollo unico di 700 000 m³, e si sostenne piuttosto la possibilità di più crolli separati e piccoli (come avverrà in seguito). 
Il pericolo frana non avrebbe quindi ostacolato più di tanto l'area industriale, che può essere ulteriormente ampliata e rappresentare un bonus economico per la regione, a patto di munirsi di opere di premunizione (in ogni caso necessarie) anche per il rischio di colate detritiche in caso di forti precipitazioni.
Nel 1998 venne quindi realizzato un vallo di protezione della capienza di 20 000 m³ poco a monte dell'esistente sul Valegión.

### Dal 2000 al 2001

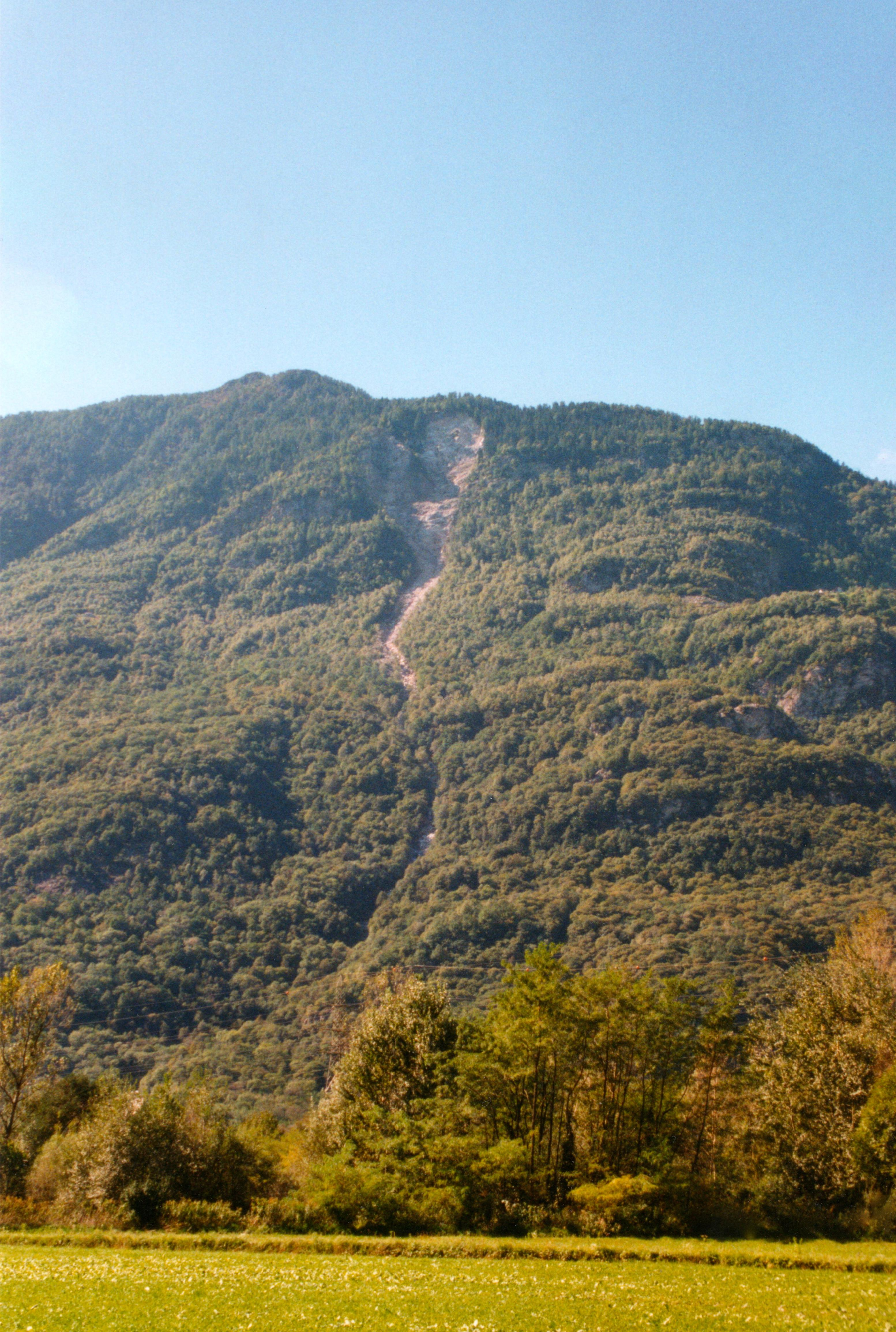
Situazione nel 2001

Tra il 2000 e il 2001 iniziò una fase di piccoli crolli dalla testata del Valegión, come il 10 maggio 2000 quando si staccarono 5 000 m³ di roccia che si fermarono poco sotto.
Durante l'estate 2001 due colate detritiche il 10 giugno e il 15 luglio, di rispettivamente, 28 000 m³ e 20 000 m³, invasero la zona industriale, riempiendo anche le vasche.
A seguito di questi eventi si decise di aumentare la capienza del vallo del 1998 da 20 000 a 70 000 m³ per la fine del 2002.
Nell'ottobre 2001 la fessura dell'Alpe di Ròscioro accelerò i movimenti raggiungendo i 30 mm in 16 giorni e quindi avvenne l'evacuazione dell'area industriale e la chiusura della strada cantonale, ma non franò nulla.

### 2002

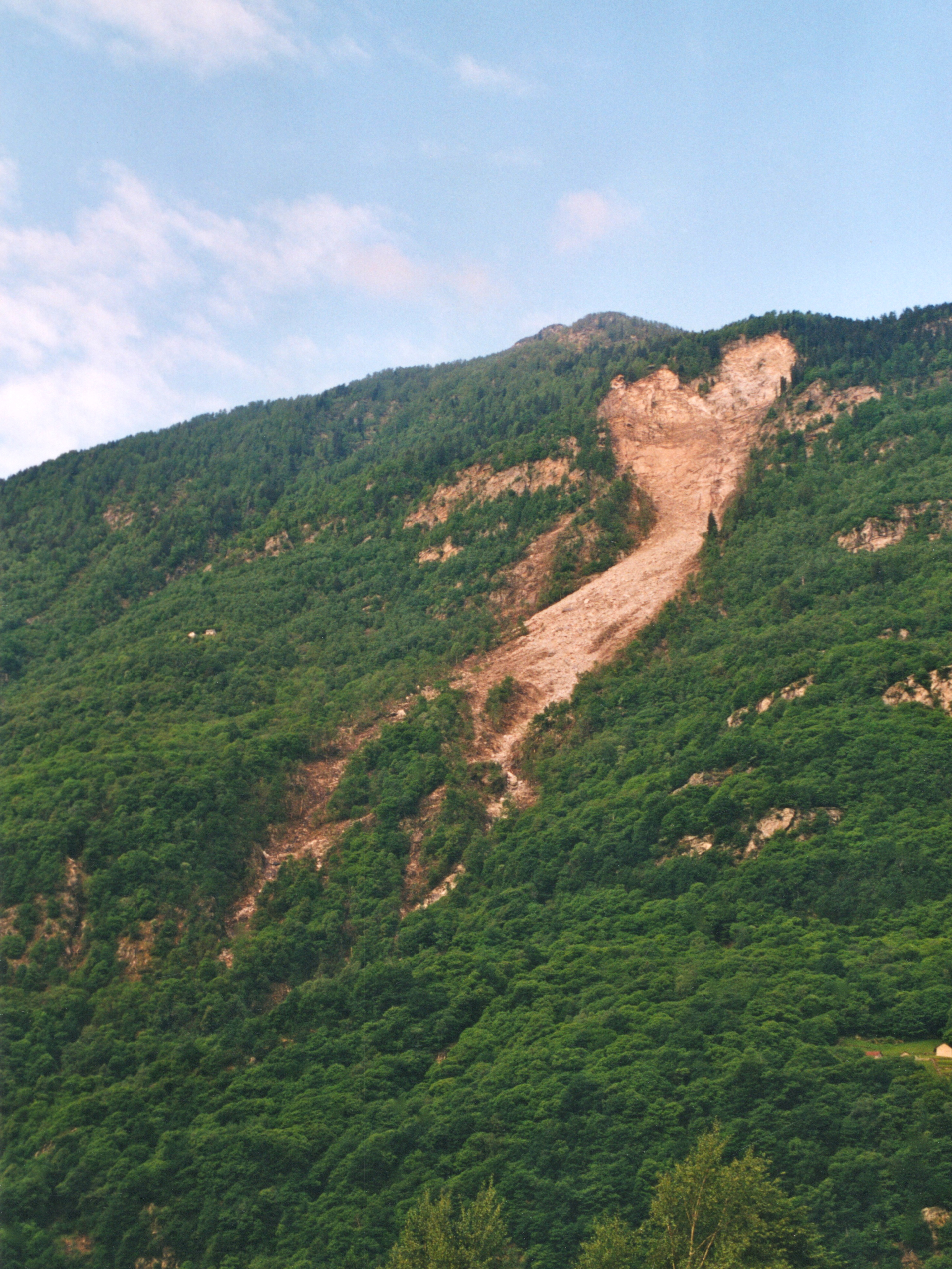
Situazione dopo l'importante distacco del 2002

La stessa situazione riapparve nel maggio 2002, quando l'8 maggio dall'Alpe di Ròscioro crollarono 150 000 m³ di roccia che si bloccarono a metà versante e non raggiunsero il fondovalle. È il primo crollo importante da secoli.
Questa nuova situazione però cambiò i percorsi dei futuri flussi alluvionali che verranno alimentati dal nuovo accumulo e che seguiranno altri riali creando problemi, uscendo dalla via del Valegión protetto.
Questi torrenti scorrono più a sud e sono il riale Pián Perdásc e il Ramlino.

### Dal 2003 al 2006
Il 29 agosto 2003 una prima colata di 3 000 m³ scese infatti lungo il Ramlino bloccandosi fortunatamente in quota ma uscendo dalla via protetta del Valegión.
Nel 2004 due flussi scesero dal riale Pián Perdásc, il 9 luglio e il 20 agosto, di 4 000 e 5 000 m³ che allagarono la parte sud della zona industriale e la strada Cantonale.
Nel 2005 furono urgentemente innalzati gli argini del riale Pián Perdásc per proteggere le industrie da sud e venne prolungato il vallo del 2002 per indirizzare il Ramlino nella vasca grande.
Il 3 ottobre 2006 una piccola colata del riale Pián Perdásc evitò la zona industriale ma giunse in strada Cantonale. Un flusso di 6 000 m³ lungo il Ramlino sfociò nella vasca di contenimento, mentre altri 2 500 m³ riuscirono comunque a raggiungere la zona industriale per mezzo di un torrente (canale Bonei).

### Dal 2007 al 2011

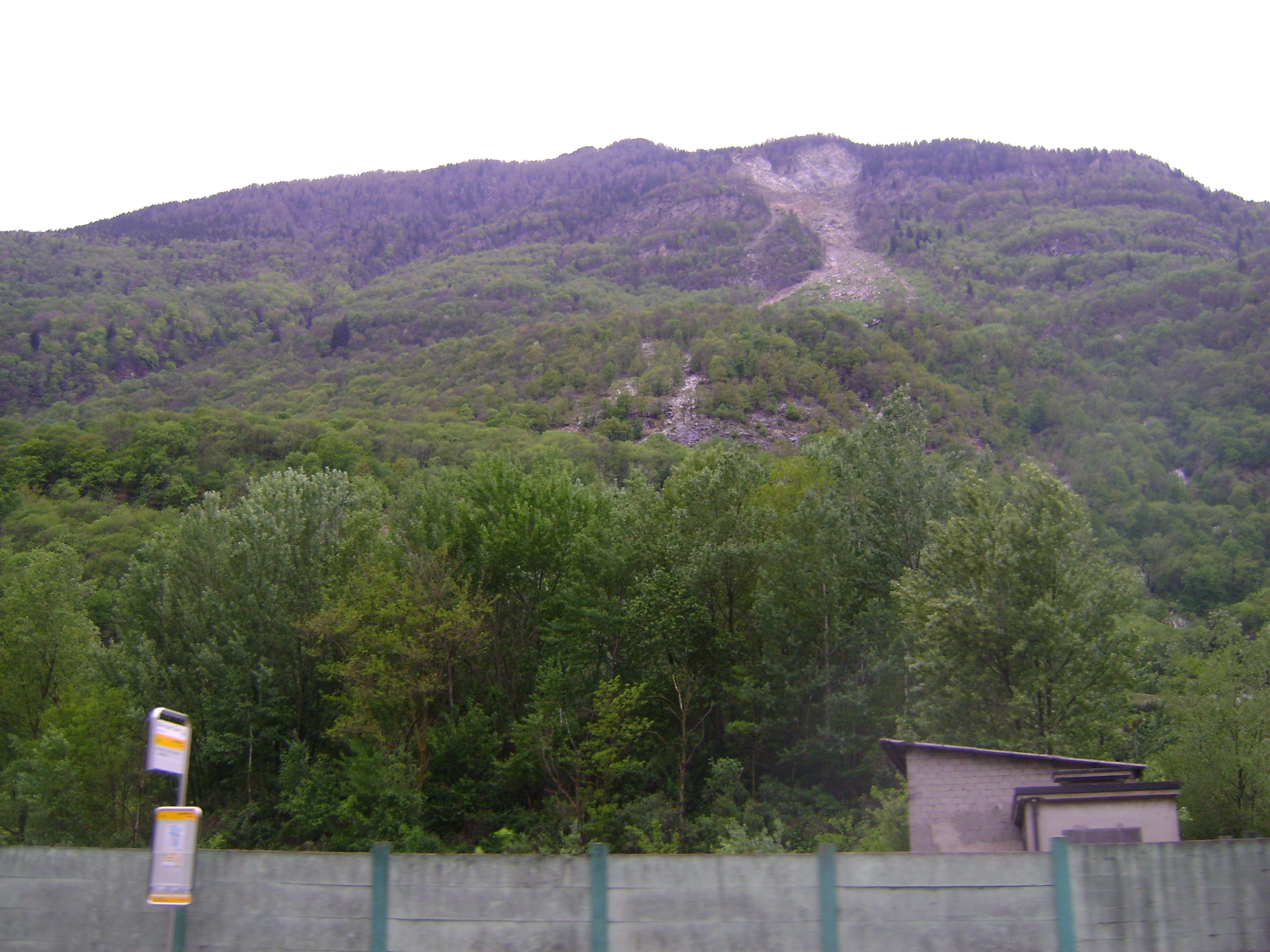
La frana del Valegión vista dalla strada cantonale nei pressi della zona industriale nel 2010

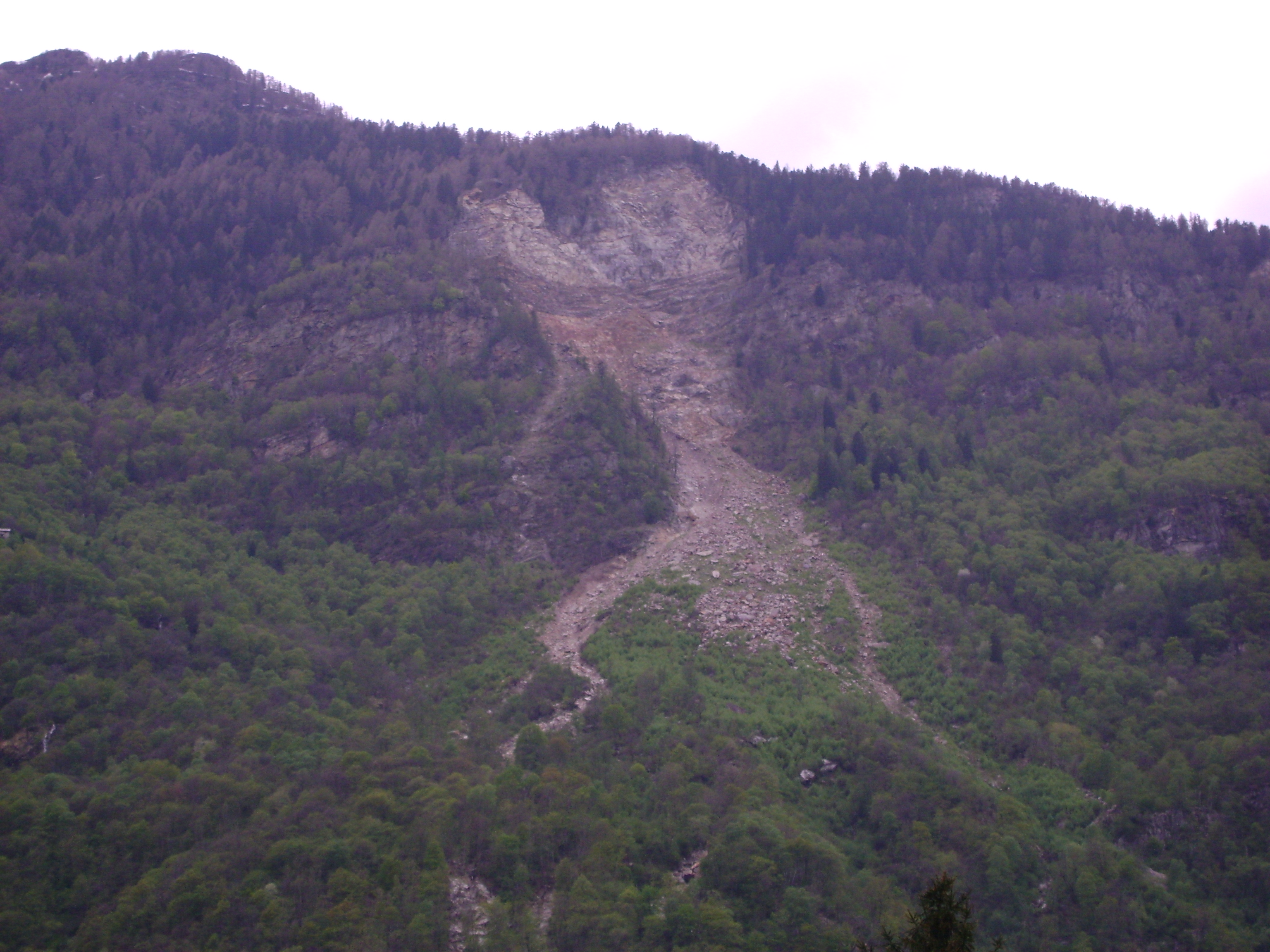
La testata del Valegión nel maggio 2010

Nel 2007 furono costruiti in montagna due valli che avrebbero indirizzato i flussi nella grande vasca di contenimento sbarrando quindi le vie del Ramlino e di Pián Perdásc. Infatti si rivelarono efficaci convogliando le seguenti colate detritiche nella grande vasca di contenimento. Finalmente si è giunti alla soluzione del problema delle alluvioni nato con il crollo del 2002, e per il momento la situazione è relativamente tranquilla.
Nei primi giorni di maggio 2010 la fessura si allargò di 5 cm in 6 giorni. Questa attività culminò il 9 maggio 2010 con il crollo di circa 30 000 m³ dall'Alpe di Ròscioro.
Avvennero due evacuazioni preventive dell'area industriale, ma la situazione tornò alla normalità dopo qualche giorno.

### 2012

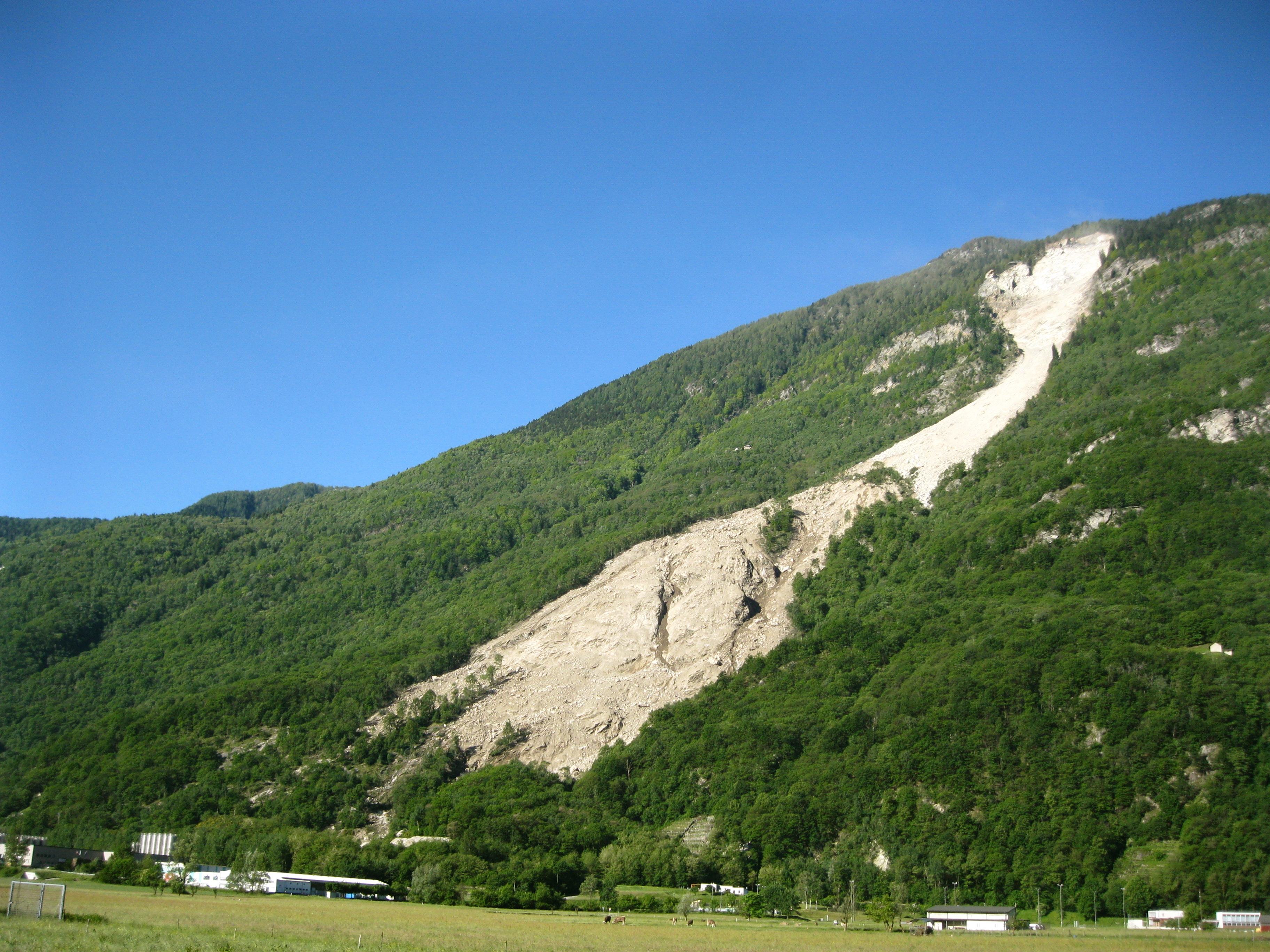
La frana dopo il crollo e lo scivolamento del 15 maggio 2012. Chiaro: crolli e accumulo. Scuro: scivolamento delle 6:30.

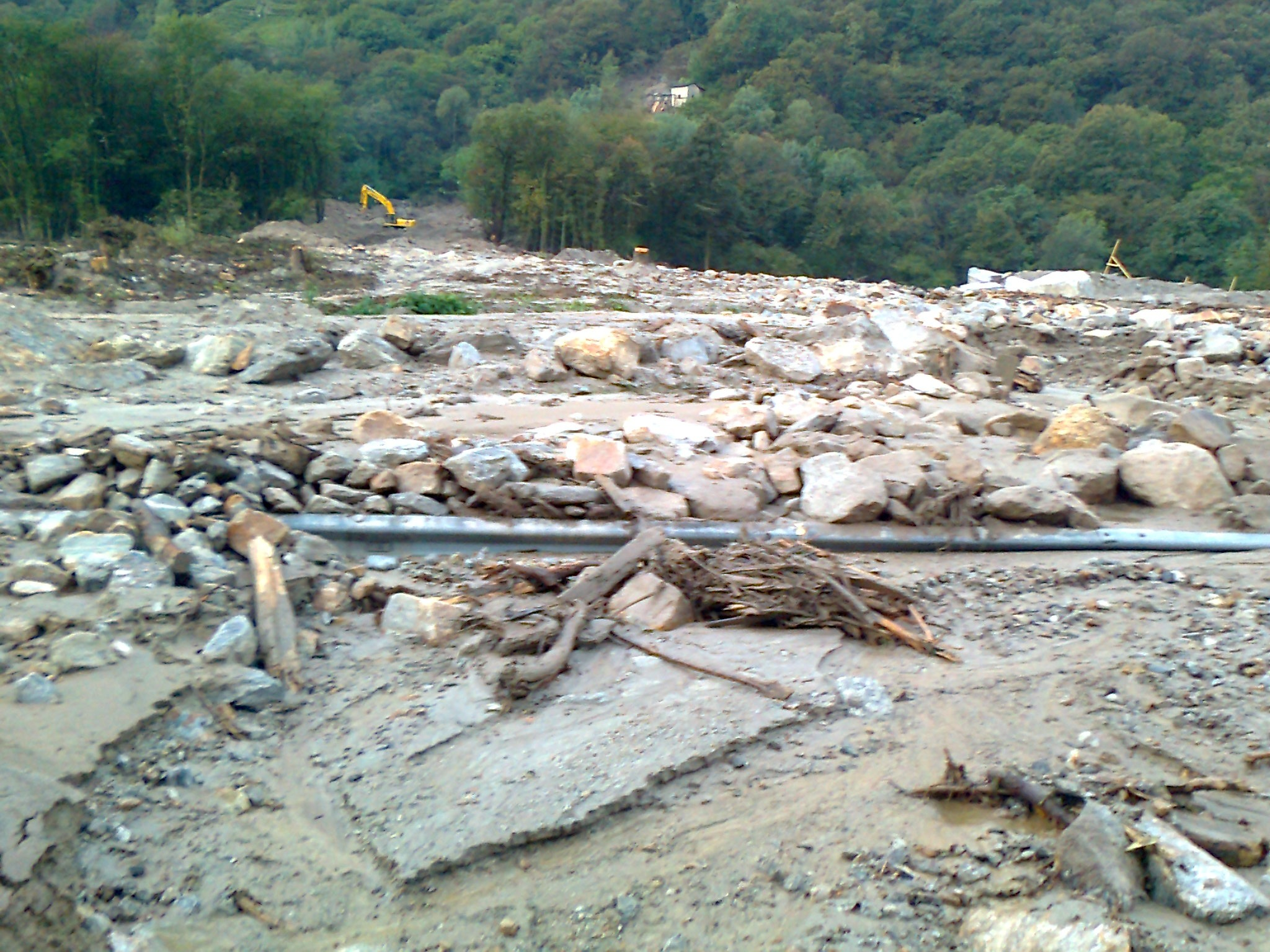
La strada cantonale ostruita dalla colata di fango del riale Pián Perdásc il 24 settembre 2012.

Verso fine aprile 2012 dopo abbondanti piogge, la fessura ricominciò ad aumentare i movimenti con picchi di 1 mm all'ora, fino a raggiungere i 5 mm all'ora il 6 maggio. Questo causò l'evacuazione preventiva di zona industriale e centro sportivo e la chiusura della strada cantonale, ma dopo due giorni la frana rallentò e le misure preventive revocate.
L'11 maggio la frattura riprese nuovamente velocità, anche più della settimana precedente e quindi si ripresero le misure preventive di qualche giorno prima. Da notare che nei giorni precedenti non ci sono state precipitazioni che avrebbero potuto causare i movimenti, era dunque evidente che si stava per assistere a un importante crollo (atteso da anni).
Il 12 maggio iniziarono dei piccoli franamenti a intervalli regolari dalla parte nord della frana (che era la più attiva).
Il 14 maggio si registrò un aumento esponenziale della velocità della fessura, raggiungendo i valori di 5 poi 10, 20, 40, fino 70 millimetri all'ora. Era dunque atteso un crollo importante.
Durante la notte tra il 14 e il 15 maggio crollò dall'Alpe di Ròscioro un totale di 300 000 m³ alle ore 1:40, 2:20 e in particolare alle 4:45. Questa massa si accumulò a metà versante sui precedenti franamenti.
Alle ore 6:30 ci fu un fenomeno di scivolamento superficiale inatteso sotto il peso del nuovo accumulo. Il terreno a valle dell'accumulo è stato quindi sradicato per una larghezza di 170 metri, ma questi eventi non raggiunsero il fondovalle e nemmeno le vasche di contenimento (tranne qualche masso).
La problematica non può definirsi conclusa, perché sull'Alpe di Ròscioro sono ancora pericolanti circa 400 000 m³ con relativa fessura monitorata. 
Questi eventi del maggio 2012 modificarono la morfologia idrologica del pendio analogamente al 2002 (dove si era trovata una soluzione nel 2007). I flussi successivi alimentati dal nuovo accumulo stabilirono due vie preferenziali notate durante l'alluvione del 9 giugno 2012:
- Il noto riale Pián Perdásc è tornato via preferita per i flussi: il 9 giugno scesero 4 600 m³ di fango e detriti.
- In parallelo, un'altra via preferita notata durante l'alluvione del 9 giugno (7 500 m³) è un paleoalveo poco a nord del riale Valegión che segue poi una strada comunale fino a sfociare nelle vicinanze dei campi di tennis. Questa nuova via è stata denominata "ramo Tennis". A protezione del centro sportivo è stata immediatamente eretta una scogliera di massi.[26][27][28]

La situazione in quel momento era dunque questa: 
- A sud, il riale Pián Perdásc potrebbe tornare problematico per strada cantonale e industrie da sud.
- Al centro, c'è il riale Valegión con la sua grande vasca di contenimento.
- A nord, il "ramo tennis" può diventare anch'esso problematico per centro sportivo e industrie da nord.

Si decide dunque la costruzione di un nuovo vallo di contenimento lungo il riale Pián Perdásc a protezione di strada cantonale e industrie della capienza di circa 20 000 m³ con annessa vasca di sedimentazione (ultimato all'inizio del 2013).
Il 24 settembre 2012 a seguito di forti piogge si crearono altre due grandi colate detritiche lungo le due vie descritte sopra:
- Il muro creato in giugno risultò determinante contro un flusso detritico di 15 000 m³ proveniente dal "ramo Tennis". Esso ha infatti protetto il centro sportivo di Preonzo dall'imponente colata.[30][31]
- La colata del riale Pián Perdásc (20 000 m³) si riversò nelle industrie a sud e invase la strada cantonale.[32][33]

### Dal 2013 in poi

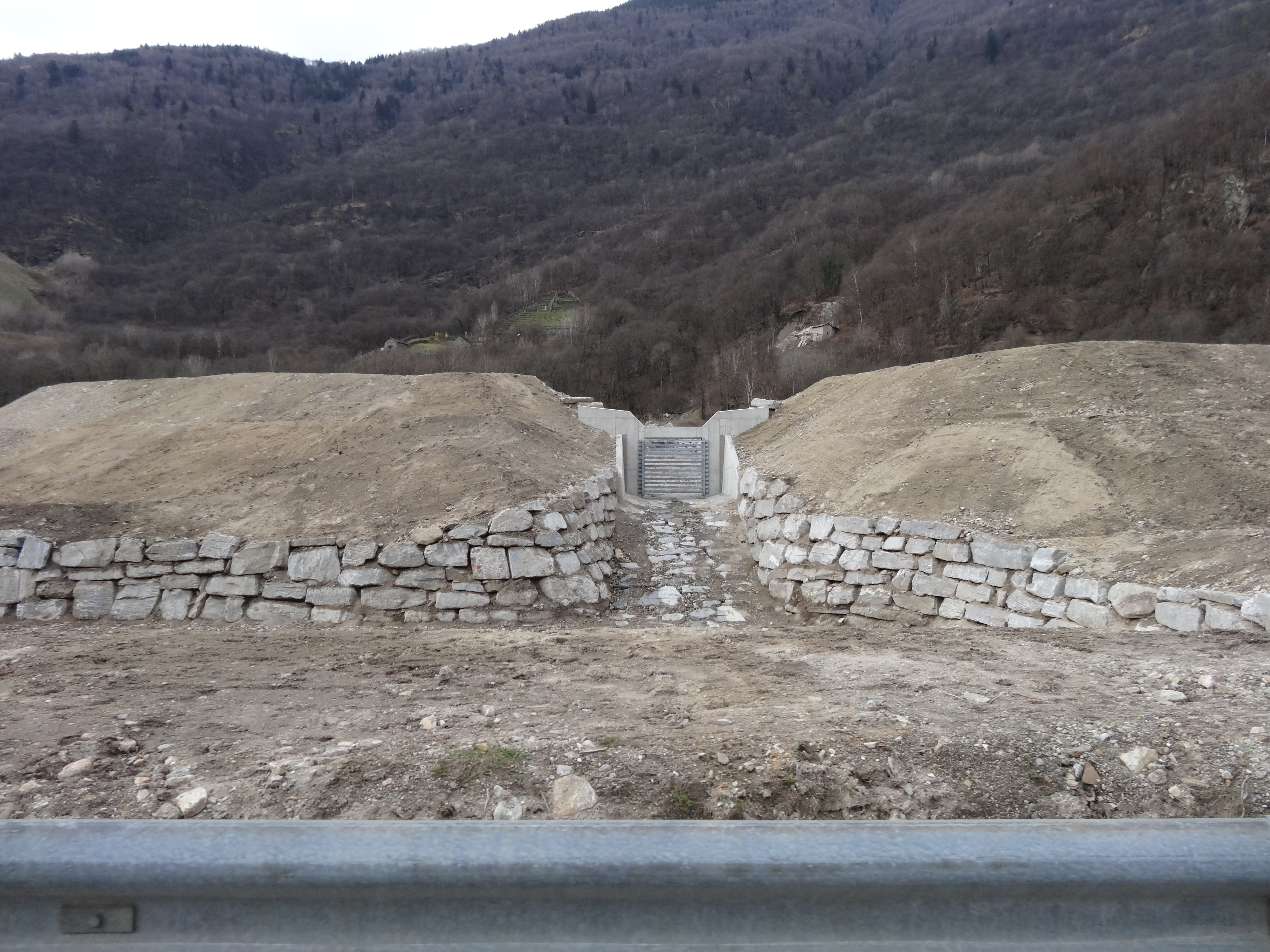
Il nuovo vallo di Pián Perdásc ultimato nel marzo 2013 di una capienza di 20000 m³ visto dalla strada cantonale.

Nei primi mesi del 2013 è stato possibile risolvere la problematica del "ramo Tennis" intervenendo in montagna (analogamente al 2007) per indirizzare le colate nella grande camera di contenimento del Valegión (70 000 m³).
Con il completamento del vallo di Pián Perdásc il rischio di esondazioni dell'omonimo riale è diminuito. 
La prima colata importante scese nel vallo il 19 agosto 2013.
Durante le piogge del 9 settembre 2013 si sono create due colate:
- Una lungo il riale Pián Perdásc di ben 25 000 m³ è rimasta quasi completamente nel vallo.[35]
- Grazie agli interventi di inizio anno si è evitato il "ramo Tennis", e l'altra colata di 9 800 m³ è scesa lungo il Valegión.[36]

Verso fine 2014 è stata smantellata la parte nord della zona industriale, mentre nel 2015 sono stati bonificati i terreni toccati dai precedenti flussi del "ramo Tennis".